# Ceticismo moral
"Ceticismo moral" denota uma categoria teórica da Metaética, a qual todos os membros defendem a concepção de que não há conhecimento moral. Muitos moralistas céticos fazem largo uso da Lógica modal, argumentando que o conhecimento moral é impossível. O ceticismo moral é particularmente oposto a outra categoria da meta ética, o realismo moral: a visão de que há conhecimentos morais, independente de nossas mentes, sendo objetivos e verdadeiros.
Defensores de formas e variações do ceticismo moral incluem David Hume, J. L. Mackie (1977), Max Stirner, Friedrich Nietzsche, Richard Joyce (2001), Michael Ruse, Joshua Greene, Richard Garner, Walter Sinnott-Armstrong (2006), e o psicologo James Flynn.

## Formas do ceticismo moral
O ceticismo moral se divide em três subclasses: teoria moral do erro (ou nihilismo moral), ceticismo moral epistemológico, e não cognitivismo. Todas as três teorias compartilham as mesmas conclusões, as quais são:
- (a) Nós nunca somos justificados (não oferecemos razões) em acreditar que as afirmações morais (enunciados da forma "o estado de coisas x é bom", "a ação y é moralmente obrigatória" etc.) são verdadeiras e, além do mais
- (b) Nós nunca sabemos de fato se qualquer afirmação moral é verdadeira.

A teoria moral do erro sustenta que nós não sabemos que qualquer afirmação (enunciado) moral é verdadeiro por causa:
- (i) Todos as afirmações morais são falsas,
- (ii) Nós temos razões em acreditar que todas as afirmações morais são falsas, porque
- (iii) Não estamos justificados em acreditar que nós temos razões para negar, estamos portanto não justificados em acreditar em qualquer reivindicação moral

O ceticismo moral epistemológico é uma subclasse da teoria moral do erro, a qual incluem os céticos e dogmáticos Pirronicos. Todos os integrantes do ceticismo moral epistemológico compartilham em comum: Que nós estamos injustificados em acreditar em qualquer afirmação moral.
- Os céticos morais pirronianos sustentam que a razão pela qual as afirmações morais não se justificam é porque elas são irracionais para nós em acreditar tanto que dada afirmação moral é falsa e ao mesmo tempo verdadeira.

Finalmente, o não cognitivismo sustenta que nós não temos conhecimento de que enunciados morais são verdadeiro, porque enunciados morais são incapazes de serem verdadeiros ou falsos (eles não produzem valor de verdade). Em vez disso, os enunciados morais são subdivididos dentro do não cognitivismo em imperativos (i.e. "Não roube bebês!"), expressões de emoção (i.e. "Roubando bebês: Boo!"), ou expressões de "atitudes afirmativas".

## Teoria moral do erro
A teoria moral do erro é uma posição caracterizada em termos gerais por duas proposições: (i) Todas as afirmações morais são falsas e (ii) nós temos razões em acreditar que todos enunciados morais são falsos. O mais famoso teórico moral da teoria do erro foi J. L. Mackie, que defendeu a visão meta ética em seu Ethics: Inventing Right and Wrong (1977). Mackie interpretrou as duas proposições gerais em seu livro através de dois argumentos principais.
As pessoas nomeiam o primeiro argumento de Mackie, como o argumento da estranheza, esse argumento sustenta que as alegações morais implicam em um internalismo motivacional (a doutrina de que "É necessário e também a priori que qualquer agente que julga que uma de suas ações disponíveis é moralmente obrigatória terá alguma motivação (defesa) para executar essa ação motivacional"). Porque a motivação internalista é falsa, assim também são todas as afirmações morais.
O outro argumento, também atribuído a Mackie, se chama o argumento da discordância, que sustenta que qualquer afirmação moral (por exemplo, "matar bebês é errado") implica um correspondente "afirmação racional" ("alguém tem razão para não matar bebês"). Dito de outra forma, se o "assassinato de crianças é errado" é verdadeiro, então todo mundo tem uma razão para não matar os bebês. Isso inclui o psicopata que tem grande prazer de matar bebês, e é absolutamente miserável quando ele não tem sangue em suas mãos. Mas, com certeza, (se assumirmos que ele vai sofrer qualquer represália), este psicopata tem todos os motivos para matar bebês, e nenhuma razão para não fazê-lo. Todas as afirmações morais são, portanto, falsas.

## Ceticismo moral epistemológico
Todas as versões do ceticismo moral epistemológico sustentam que não temos justificativas em crer em qualquer proposição moral. No entanto, em contraposição à teoria do erro moral, o ceticismo moral epistemológico não inclui em sua lista de argumentos a conclusão de que "todas as afirmações morais são falsas." Por exemplo, Michael Ruse dá o que Richard Joyce chame de "argumento evolutivo" para a conclusão de que não temos justificativas em acreditar em qualquer proposição moral. Ele argumenta que evoluímos para acreditar em proposições morais porque a nossa crença aumenta a nossa aptidão genética (torna mais provável que vamos reproduzir com sucesso). No entanto acreditamos que essas proposições aumentaria nossa aptidão, mesmo que sejam todos falsas (que nos tornaríamos mais cooperativos, etc.) Assim, nossas crenças morais não respondem às evidências, que são análogas às crenças de um paranoico. Como um paranoico é claramente injustificada em acreditar suas teorias conspiratórias, assim também nós estamos em crer injustificadamente proposições morais. Temos, portanto, razão para abandonar nossas crenças morais.